# Manifestation « Unite the Right » à Charlottesville
La manifestation « Unite the Right » à Charlottesville est une série de rassemblements de l'extrême droite américaine organisée à Charlottesville en Virginie (États-Unis), les 11 et 12 août 2017, pour protester contre le retrait de la statue de Robert Lee, monument hautement symbolique célébrant les États confédérés pendant la guerre de sécession. Ces défilés rassemblent des suprémacistes blancs, des nationalistes blancs, des membres de l'« alt-right », des néonazis et des miliciens, et attirent l'attention internationale du fait des violences qu'ils engendrent.
Parmi les personnalités attendues se trouvent Baked Alaska (en), Augustus Invictus, David Duke, Richard Spencer, Mike Enoch (en), et le fondateur de la Ligue du Sud Michael Hill. Des contre-manifestants affiliés à des mouvements antiracistes, militants afro-américains et anti-fascistes sont également présents. De nombreuses violences et heurts entre manifestants et contre-manifestants ont lieu, dont une attaque à la voiture-bélier conduite par un suprémaciste blanc qui provoque la mort d'une contre-manifestante antiraciste et fait 19 blessés. Le même jour, un hélicoptère de police surveillant le rassemblement s'écrase accidentellement, tuant les deux policiers à bord.

## Contexte

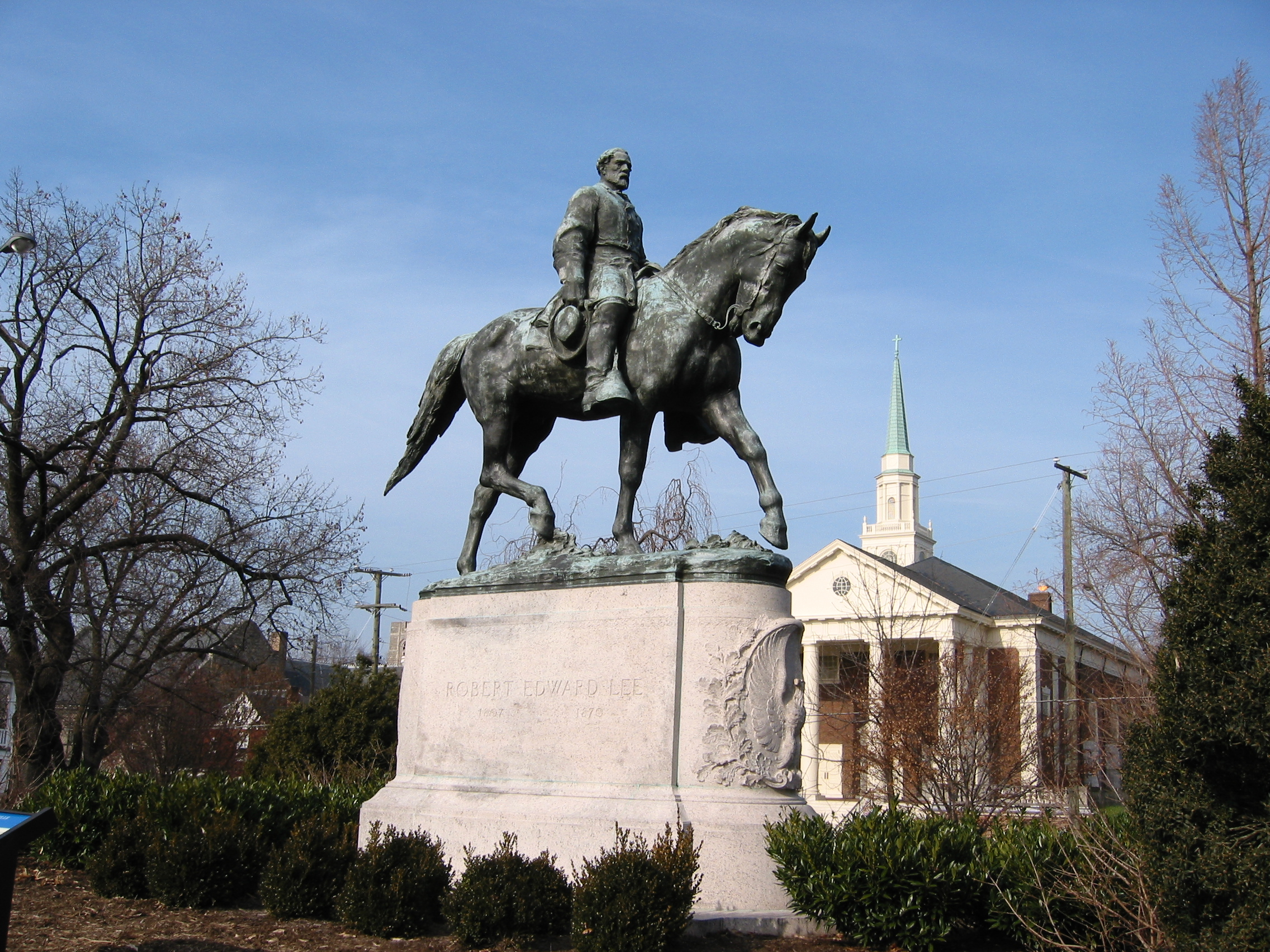
Statue équestre de Robert E. Lee.

La manifestation de l'extrême droite américaine à Charlottesville entendait dénoncer le projet de la municipalité de déboulonner la statue du général sudiste Robert E. Lee érigée dans les années 20 pendant les lois Jim Crow ségrégationnistes et située à Emancipation Park (renommé en 2009, précédemment Lee Park). C’est alors le troisième rassemblement de la droite nationaliste de l'année 2017 où ses militants se réunissent pour protester contre la disparition de statues représentant des chefs militaires sécessionnistes.
Le mot d’ordre de la manifestation lancé par les groupuscules d’extrême droite, dont le Ku Klux Klan, qui avait déjà manifesté sur place en juillet, « Unifier la droite » traduit sa volonté de peser dans le débat politique. Lors de la désignation du candidat du Parti républicain en juin 2017 en vue de l’élection de novembre 2017 pour le poste de gouverneur de l’État de Virginie alors détenu par le démocrate Terry McAuliffe, Ed Gillespie ne l’avait emporté que de justesse face à un adversaire qui s’était prononcé pour le maintien de la statue.
Les manifestations se tiennent dans un contexte où l'élection de Donald Trump comme président des États-Unis a désinhibé le passage à l'acte des crimes et délits racistes. Selon un rapport du FBI publié en novembre 2017, les infractions motivées par un préjugé contre une communauté ethnique, religieuse ou sexuelle ont augmenté de 26% au quatrième trimestre 2016 par rapport à l'année précédente.

## Déroulement

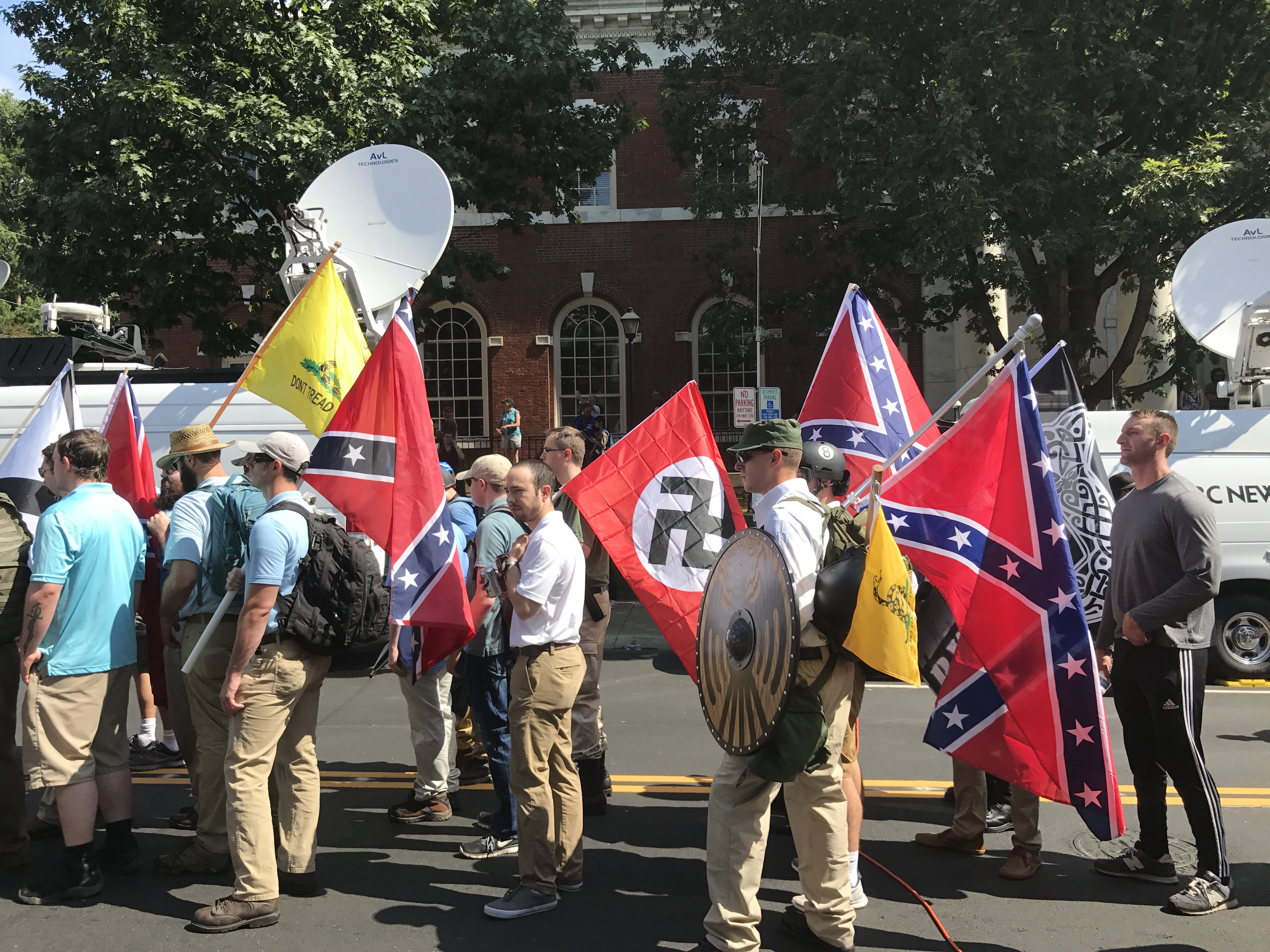
Manifestants d’extrême droite au début de la manifestation arborant des Gadsden flags, des drapeaux des États confédérés d'Amérique et un drapeau nazi.

L'autorisation de manifester est demandée par le militant suprémaciste Jason Kessler. Une semaine avant les événements, la municipalité avait affirmé qu'elle n'accorderait celle-ci qu'en déplaçant le lieu prévu, d'Emancipation Park à McIntire Park, pour des raisons d'ordre public. Le Rutherford Institute (en) et l'ACLU, deux associations de défense des libertés (classées à gauche), lui apportèrent une aide juridique (ce que fait l'ACLU « depuis près d'un siècle (...) pour des milliers de défilés », selon D. Cole, le directeur juridique de l'ACLU ), afin de contester, au nom du Premier amendement, ce refus de manifester dans le lieu prévu. La veille du 11 août, le tribunal saisi (le United States District Court for the Western District of Virginia (en)), en la personne du juge Glen E. Conrad (en), autorisa la manifestation à Emancipation Park.

### 11 août 2017
Quelques centaines de suprémacistes blancs, scandant des slogans racistes ciblant les Noirs tels que « White lives matter », « You will not replace us », et antisémites comme « Jews will not replace us » mais aussi « Blood and Soil » (« Le Sang et le Sol », traduction du slogan nazi de l'idéologie « Blut und Boden »), effectuent une retraite aux flambeaux entre Nameless Field et The Lawn sur le campus de l'Université de Virginie. Arrivés devant le mémorial de Thomas Jefferson, des insultes fusent puis une bagarre a lieu avec quelques dizaines d'étudiants entourant la statue de Thomas Jefferson, avant que la police n'intervienne. Les manifestants sont atteints par du gaz au poivre et de nombreuses personnes sont soignées sur place pour des blessures légères.
À la suite de la diffusion du documentaire Charlottesville: Race and Terror sur Vice News, consacré aux événements du 11 au 13 août, le militant suprémaciste et nationaliste blanc Christopher Cantwell met en ligne une vidéo dans laquelle il déclare en pleurant être terrifié d'apprendre que la police aurait lancé un mandat d'arrêt contre lui. Devenue virale, cette vidéo lui vaut d'être surnommé le crying nazi (« le nazi qui pleure »). Il se rendra ensuite à la police et sera inculpé pour utilisation illégale de gaz lacrymogène et pour blessures volontaires, puis maintenu en détention à Charlottesville du 23 août au 7 décembre 2017,,. Son incarcération ne l'empêchera pas d'animer une émission de radio, dont les enregistrements sont parfois intitulés « live from seg » (en direct du trou) ou « letter from a Charlottesville jail », une référence à la célèbre lettre de la prison de Birmingham de Martin Luther King.

### 12 août 2017
Dès le matin, sur le lieu prévu pour la manifestation, une vingtaine de personnes sont blessées dans des confrontations entre les suprémacistes et les contre-manifestants antiracistes et antifascistes en présence de la police d'État, des milices armées et des manifestants non-violents et religieux. La police de Charlottesville sera fortement critiquée dans les médias américains pour n'avoir pas été capable de séparer efficacement les deux rassemblements. Selon l'universitaire de Charlottesville Janet Horne, la police « s’est montrée très réticente, voire intimidée, devant ces nationalistes blancs armés. »
Peu avant 11 h 30, la police de Charlottesville annonce que l'état d'urgence est décrété conjointement par la ville de Charlottesville et le comté d'Albemarle, autorisant la demande de renforts pour répondre aux événements en cours dans le centre-ville. Peu avant midi, la police d'État déclare que la manifestation est un rassemblement illégal et les policiers en tenue anti-émeute procèdent à l'évacuation du parc.

#### Attaque à la voiture-bélier
À 13 h 42, James Alex Fields Junior, jeune employé de 19 ans de la firme Securitas AB dans l'Ohio et sympathisant néonazi, aperçu le matin parmi les militants suprémacistes du Vanguard (en), conduit sa Dodge Challenger dans la 4e rue ouverte à la circulation. Au même moment, une marche improvisée de contre-manifestants avance perpendiculairement sans escorte policière le long de Water Street.
James Alex Fields fonce alors dans la foule de contre-manifestants rassemblés à l'angle de Water street, percute une voiture avançant lentement derrière un minivan, tous deux entourés par la foule. James Alex Fields repart en marche arrière à grande vitesse, renversant d'autres contre-manifestants qui se précipitaient sur sa voiture par l'arrière, mutilant une jeune femme au sol. Heather D. Heyer, une assistante juridique de 32 ans, est tuée et 19 personnes sont blessées. Le bilan est porté ultérieurement à 35 blessés.
James Alex Fields est rapidement interpellé a proximité du lieu de la collision puis inculpé de meurtre, de blessures et de délit de fuite. L'acte est qualifié d'attentat et d'acte de « terrorisme intérieur » par le ministre de la Justice Jeff Sessions. Quelques jours plus tard, le procureur et l'avocat de James Alex Fields se mettent d'accord pour une audience préliminaire repoussée au 14 décembre 2017.
À partir d'un article publié par un blog suprémaciste puis relayé par un site de désinformation, des sites néonazis, suprémacistes ou favorables aux manifestants suprémacistes feront état de la mort par arrêt cardiaque annoncée par la mère de la victime et du surpoids apparent de la victime, liant les deux faits pour tenter de disculper James Alex Fields,,. Le 17 octobre 2017, un rapport médical conclut que la mort de Heather Heyer est la conséquence d'une plaie au thorax.

### Heather D. Heyer

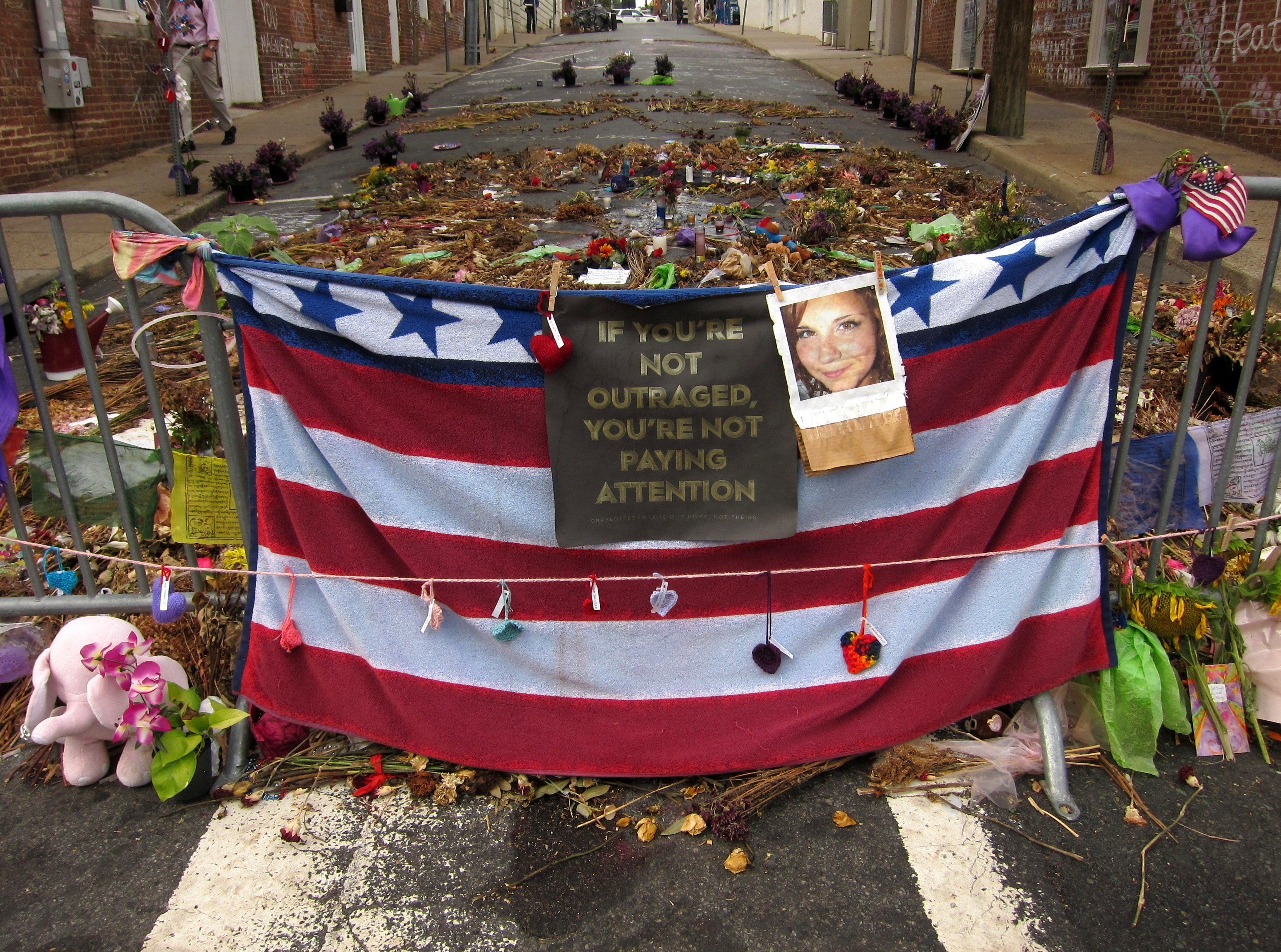
Fleurs déposées sur le lieu de sa mort.

Née le 29 mai 1985, Heather D. Heyer est assistante juridique pour le Miller Law Group et milite pour les droits civiques,. Elle a grandi à Ruckersville (Virginie) et est sortie diplômée de la William Monroe High School à Stanardsville. Le 12 août 2017, elle participe à la contre-manifestation où elle trouve la mort à l'âge de 32 ans, renversée par la voiture d'un suprémaciste blanc fonçant dans la foule. La dernière photo de sa page Facebook, postée en novembre 2016, contient la citation : « Si vous n'êtes pas indigné, c'est que vous ne faites pas attention,. »
Une cérémonie est rendue en son hommage dans la soirée du 16 août 2017, à laquelle prennent part sa mère Susan Bro et son père Mark Heyer qui déclare : « Elle aimait les gens. Elle voulait l'égalité. C’est dans cet esprit que le jour de sa mort, elle était là pour dénoncer la haine. En ce qui me concerne, je crois qu'on devrait arrêter tout ça et nous pardonner mutuellement. Je pense que c'est cela que Dieu voudrait qu'on fasse : arrêter et nous aimer. À mon arrivée aujourd'hui ici, j’ai été bouleversé par l'arc-en-ciel de couleurs de peau dans cette salle. Heather était comme cela : votre origine lui importait peu. Elle vous aimait et c'est tout ». Heather Heyer est inhumée dans un lieu tenu secret par sa famille pour éviter qu'il devienne un lieu de pèlerinage ou qu'il soit profané.

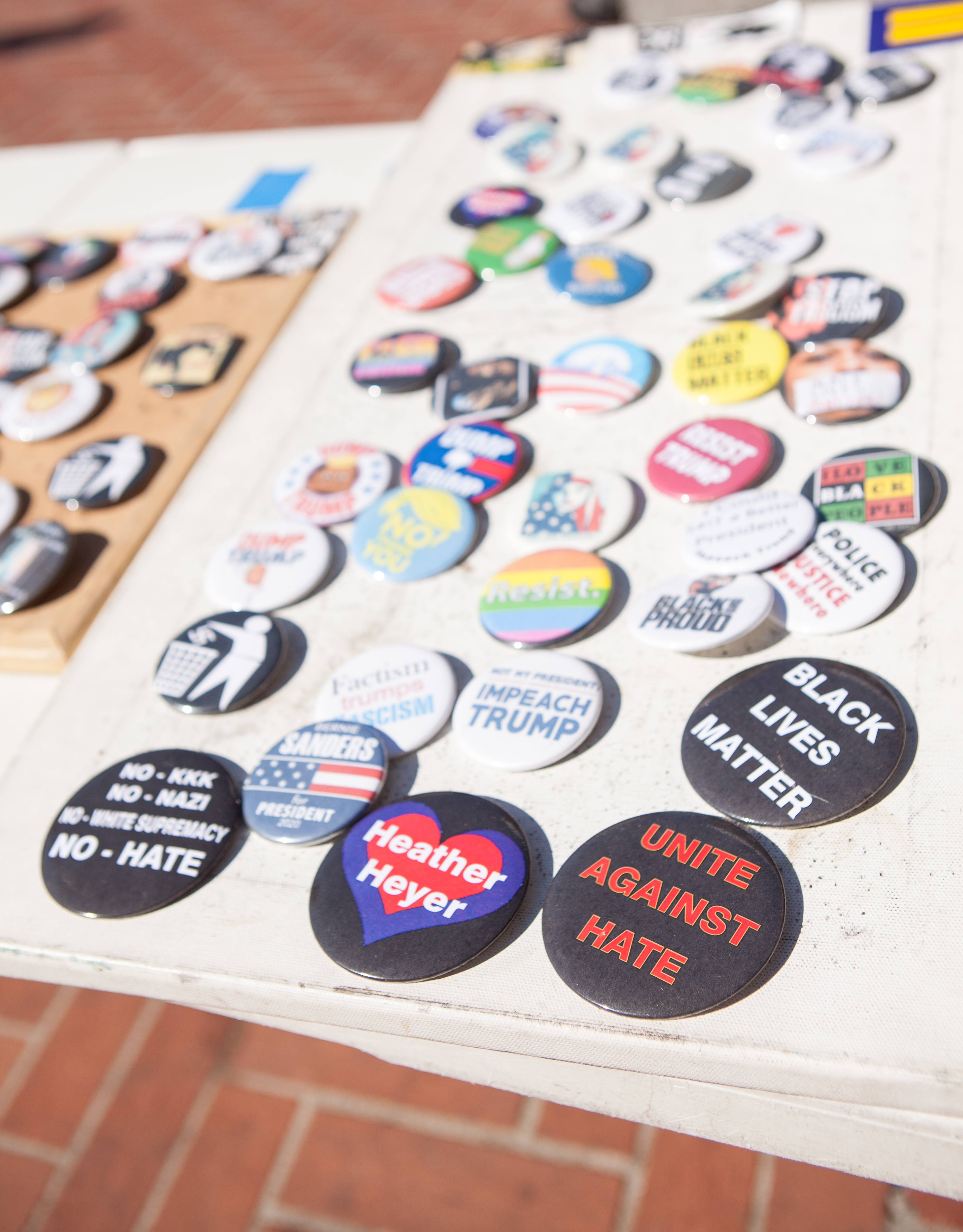
Badge Heather Heyer lors d'une manifestation à Berkeley en Californie.

Après sa mort, Heather Heyer est devenue un symbole de la lutte pour les droits civiques. Elle a notamment reçu à titre posthume le prix Muhammad Ali Humanitarian Award for Social Justice et son nom est honoré sur le mémorial du Southern Poverty Law Center,.
Sa mère, Susan Bro, est standardiste à l'université Georgia Tech. Elle utilise les 130 000 dollars reçus après la mort de sa fille pour alimenter une fondation accordant des bourses de mille dollars à des étudiants. Un an après la mort de sa fille, Susan Bro annonce son intention de prononcer un discours sur le lieu de sa mort : « Je dirai ce qu'elle était et ce qu'elle n'était pas ; elle n'était pas un leader, elle n'était pas une organisatrice, elle était là avec des amis, elle n'a pas été choisie, elle n'a pas été assassinée : elle a été victime d'un crime de haine commis au hasard ».
En réponse aux militants noirs estimant qu'il est accordé trop d'importance à cette victime blanche, telle la pasteure afro-américaine Brenda Brown-Grooms déclarant que « si Heather Heyer avait été noire, cela n'aurait pas fait la une des journaux », Susan Bro déclare : « Je suis d'accord avec les militants noirs qui disent que Heather a eu trop d'attention. L'attention aurait dû se porter sur ce pour quoi elle se battait, l'égal traitement pour les Noirs [...] Les militants noirs auraient mérité l'attention dont bénéficie Heather, mais ils n'ont pas obtenu cette attention ».

### Accident d'hélicoptère
Deux membres de la police d'État de Virginie trouvent la mort de manière accidentelle dans la chute d'un hélicoptère Bell 407 depuis lequel ils surveillaient les manifestations.

### 13 août 2017
L'organisateur de la manifestation, Jason Kessler, originaire de Charlottesville et opposant au maire-adjoint afro-américain Wes Bellamy (en) qu'il accuse d'avoir tenu des propos racistes anti-blancs et sexistes, tente de tenir une conférence de presse devant l'hôtel de ville. Il désavoue la violence, déclare que c'est la haine contre les Blancs qui a nourri les évènements de la veille et en rejette la responsabilité sur les policiers de Charlottesville. Pris à partie par des contre-manifestants, il se fait vite chasser et doit se réfugier dans un poste de police,.
Robert K. Litzenberger, habitant à Charlottesville, est arrêté après avoir été vu crachant sur Jason Kessler. Phoebe Stevens, 35 ans, enseignante de français sous le nom de mademoiselle Lafroy, est arrêtée le 12 septembre pour agression. Leurs procès sont fixés au 17 novembre 2017, puis repoussés au 2 février 2018. Ils seront jugés en même temps que d'autres co-accusés, Jeffrey Matthew Winder, 49 ans, et Edgar Brandon Collins, 44 ans, tous les deux de Charlottesville, arrêtés durant la même semaine que Phoebe Stevens et accusés de coups et blessures.

### Violences, arrestations et poursuites
Corey Long, 23 ans, filmé en train de tenir à distance à l'aide d'un lance-flammes improvisé les suprémacistes quittant le parc, est mis en joue puis se fait tirer une balle devant les pieds par un « sorcier impérial » du Ku Klux Klan de 52 ans, Richard W. Preston, sans susciter de réaction immédiate de la police. Preston sera arrêté le 26 août et inculpé pour usage d'une arme à moins de 1 000 pieds d'une école, un crime passible de 10 ans de prison. Plus tard, Corey Long et son ami Deandre Harris, un autre contre-manifestant noir de 20 ans, sont chargés par des manifestants et cherchent refuge dans un parking. Deandre Harris est frappé à terre avec des bâtons par six personnes, après qu'il s'est interposé face à un suprémaciste blanc porteur d'un drapeau confédéré frappant Corey Long avec la perche du drapeau. Deandre Harris a un poignet cassé et des blessures à la tête nécessitant dix points de suture.
Des images permettront d'identifier ultérieurement des agresseurs comme Daniel P. Borden, un suprémaciste blanc de 18 ans arrêté le 25 août, tandis qu'un avis de recherche sera lancé contre Alex Michael Ramos. Ramos, qui se décrit non comme un suprémaciste mais un conservateur, acceptera d'être extradé vers la Virginie. Un troisième homme, Jacob Scott Goodwin de l'Arkansas sera arrêté le 10 octobre. La veille un mandat d'arrêt sera émis contre Deandre Harris pour coups et blessures contre le nationaliste sudiste Harold Ray Crews. Le 12 octobre, Deandre Harris se livrera à la police qui lui signifiera le chef d'accusation, puis le remettra en liberté. Le même jour, Daniel P. Borden et Alex Michael Ramos verront leur affaire reportée au 14 décembre. Ils seront maintenus en détention provisoire,. Le 13 octobre, Corey Long sera arrêté pour un double chef d'accusation, de conduite désordonnée en lien avec l'incident du lance-flamme, et de coups et blessures en lien avec les escarmouches devant le garage, puis aussitôt libéré inconditionnellement. En relation avec l'agression de Deandre Harris, un quatrième manifestant, Tyler Davis, sera arrêté le 24 janvier 2018 en Floride et extradé le 9 février 2018 vers la prison de Charlottesville. Le 16 mars, DeAndre Harris est déclaré non coupable par le juge Downer.
D'autres violences sont rapportées. Ainsi, la journaliste Taylor Lorenz présente au moment de la collision est peu après frappée au visage par un contre-manifestant qui lui jette son téléphone au sol. Cet homme de 21 ans, Jacob Leigh Smith, est arrêté pour coups et blessures. Deux autres personnes sont arrêtées ensuite par la police : Troy Dunigan, un anarchiste antifasciste de 21 ans pour conduite désordonnée, et James M. O’Brien, un manifestant de 44 ans pour le port d'une arme de poing dissimulée au moment où la police le surprend en train de tenter de pénétrer dans sa voiture dont il avait perdu les clés.
Deux autres personnes sont arrêtées le même jour : David Parrot pour refus d'obtempérer lors d'une dispersion d'émeute et Steven C. Balcaitis pour coups et blessures ayant agressé une femme en lui saisissant le cou après une dispute dans McIntire Park.
L'écrivain et militant des droits civiques Shaun King (en) postera sur Facebook une vidéo dans laquelle un skinhead tatoué bouscule un homme et frappe une femme qui prenaient à partie les manifestants à la sortie du parc. Identifié, Dennis L. Mothersbaugh, 37 ans, de l'Indiana, sera arrêté le 28 septembre.
Le 22 septembre 2017, le contre-manifestant Troy Dunigan est condamné à 30 jours avec sursis, et le manifestant David Parrot est condamné pour ne pas s'être dispersé quand la manifestation a été déclarée illégale. Le 3 novembre 2017, deux hommes impliqués dans les violences du 12 août plaident coupables. Le manifestant Dennis Mothersbaugh, dont le casier judiciaire est chargé, est condamné à 8 mois de prison ferme, 4 mois avec sursis et 1 500 $ d'amende pour avoir frappé Kendall Bills. Celle-ci, mise en cause pour obstruction lors de la manifestation du Ku Klux Klan du 8 juillet avait vu les charges contre elle abandonnées quelques jours plus tôt. Le contre-manifestant Jacob Smith est condamné à 9 mois de prison avec sursis pour avoir agressé une journaliste.
Le 14 décembre 2017, le juge confirme les charges contre Richard Preston, Jacob Goodwin et Alex Ramos. Toutes ces affaires seront présentées devant un grand jury,.
Donald Blackney, 51 ans, résident afro-américain de Charlottesville, est présenté à un juge le 19 janvier 2018 et voit son chef d'accusation certifié le 8 mars 2018. Éric Mattson, membre d'un groupe constitutionnaliste, l'accuse de l'avoir agressé par derrière, de lui avoir frappé sur la tête si fort avec un bâton que celui-ci s'est rompu et qu'il s'est évanoui durant une seconde.
Le 8 juin 2018, Corey Long est condamné pour conduite désordonnée à 360 jours de prison dont 340 avec sursis. Il devra faire aussi 100 heures de travail d'intérêt général et subir une période probatoire de deux ans. Une accusation plus grave d'agression sur Harold Crews n'est pas retenue, le parquet n'ayant pas réussi à rentrer en contact avec le chef du Ku Klux Klan de Baltimore.
Le 23 août 2018, Jacob Scott Goodwin est condamné à 10 ans de prison dont 2 avec sursis et une période probatoire de 20 ans. Alex Michael Ramos est condamné à 6 ans de prison avec 3 ans de probation pouvant se transformer en années de prison supplémentaires. À l'énoncé de la sentence les deux condamnés expriment des regrets.
Le 2 octobre 2018, Benjamin Daley, Michael Miselis, Thomas Gillen et Cole White, tous membres du Rise Above Movement, un club d'arts martiaux mixtes de l'Alt-right californien, sont inculpés pour des violences commises lors de la manifestation.
Le 7 janvier 2019, Daniel Borden, qui avait accepté un plaidoyer Alford est condamné à 20 ans de prison dont 3 ans et 10 mois ferme.

### James Alex Fields
Le 14 décembre 2017, James Alex Fields comparaît devant le tribunal de Charlottesville, et l'accusation de meurtre est requalifiée en accusation d'assassinat. L'accusation présente une vidéo prise de l'hélicoptère de la police montrant l'impact de la voiture, et une vidéo d'une caméra de sécurité d'un restaurant interceptant la course de la voiture se dirigeant vers puis revenant de l'impact. Interrogé par l'accusation, le détective Steven Young de la police de Charlottesville confirme n'avoir aucune preuve que quelqu'un ait lancé quelque chose sur la voiture avant le crash. Trois des vingt victimes présentes quittent ensuite la salle d'audience. La défense représentée par Denise Lunsdorf ne présente aucune preuve et ne propose aucune thèse, mais contre-interroge le policier. Young confirme que les recherches n'ont trouvée ni arme dans la voiture, ni preuve de l'appartenance de Fields à Vanguard America ou à un autre groupe raciste, qu'une des personnes qui ont rencontré longuement Fields dans la journée l'a trouvé beaucoup moins radical que ces groupes et qu'aucune de ces personnes n'a vu chez lui de signe de colère. Young déclare qu'au moment où Fields a été arrêté, il se disait désolé et demandait si les gens était OK, que quand quelqu'un lui raconta qu'une personne était morte, il sembla choqué et sanglota, et qu'interrogé pour savoir s'il avait besoin de soins médicaux, Fields refusa, déclarant à la police qu'il souhaitait que toutes les ressources médicales soient dirigées vers ses victimes. Young ajoute que les autorités ont identifié 36 victimes de l'attaque à la voiture bélier, un nombre plus important que celui initialement annoncé, et que certaines sont désormais en fauteuil roulant.
Le 27 juin 2018, Fields est inculpé pour crime de haine ayant entraîné la mort de Heyer, pour 28 crimes de haine provoquant des blessures corporelles et impliquant une tentative d'assassinat et pour agression violente à caractère raciste.
Le 5 juillet 2018, Fields plaide non coupable face aux accusations de crime de haine. Le juge Joel Hoppe lui demande s'il a été traité pour maladie mentale. Fields répond oui et cite le trouble bipolaire, la dépression, l'anxiété et le trouble du déficit de l'attention avec ou sans hyperactivité.
Le 7 décembre 2018, le jury déclare Fields coupable de meurtre avec préméditation. Il est condamné à la prison à perpétuité le 11 décembre suivant.
Le 28 juin 2019, James Fields, qui a plaidé coupable pour éviter la peine de mort, est condamné par un juge fédéral à la réclusion à perpétuité.

## Répercussions

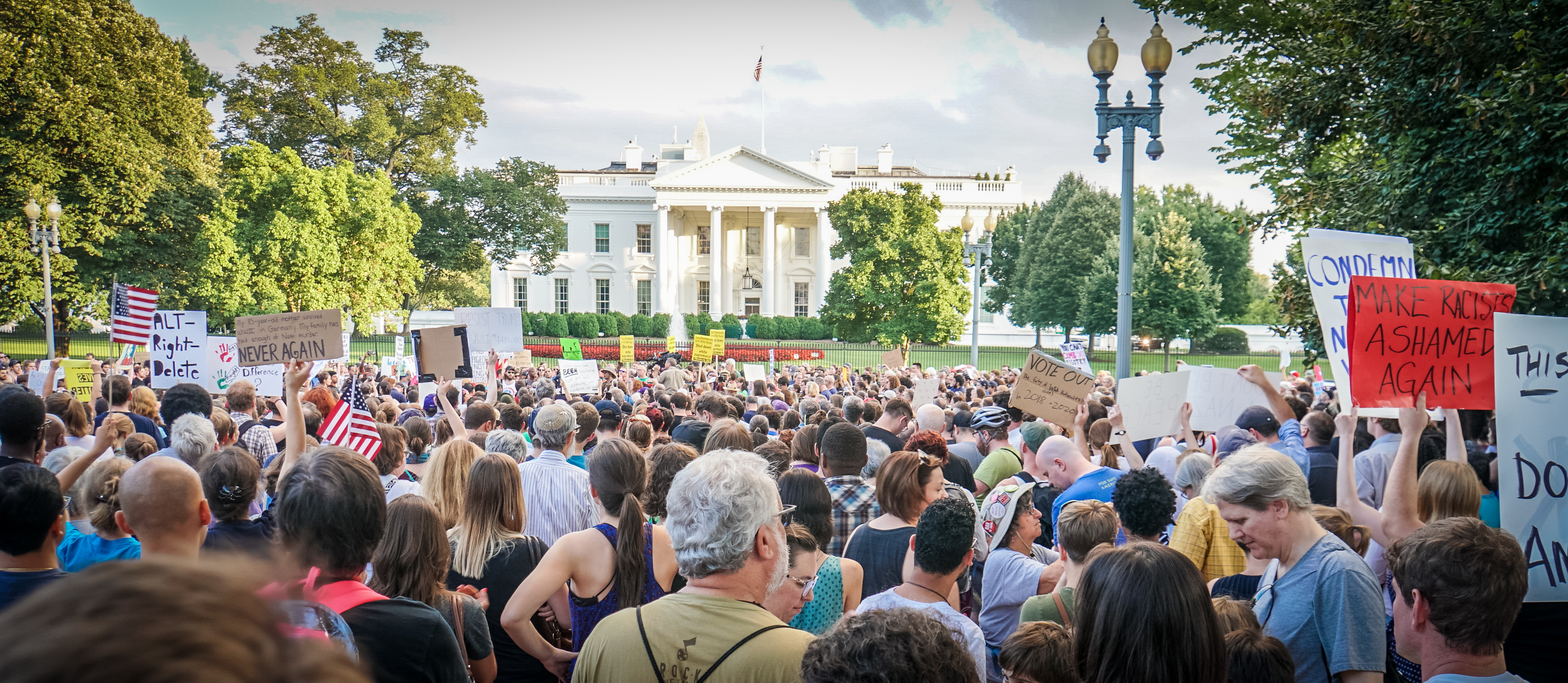
Veillée et manifestation de soutien à la victime devant la Maison-Blanche, le 13 août.

### Réactions politiques

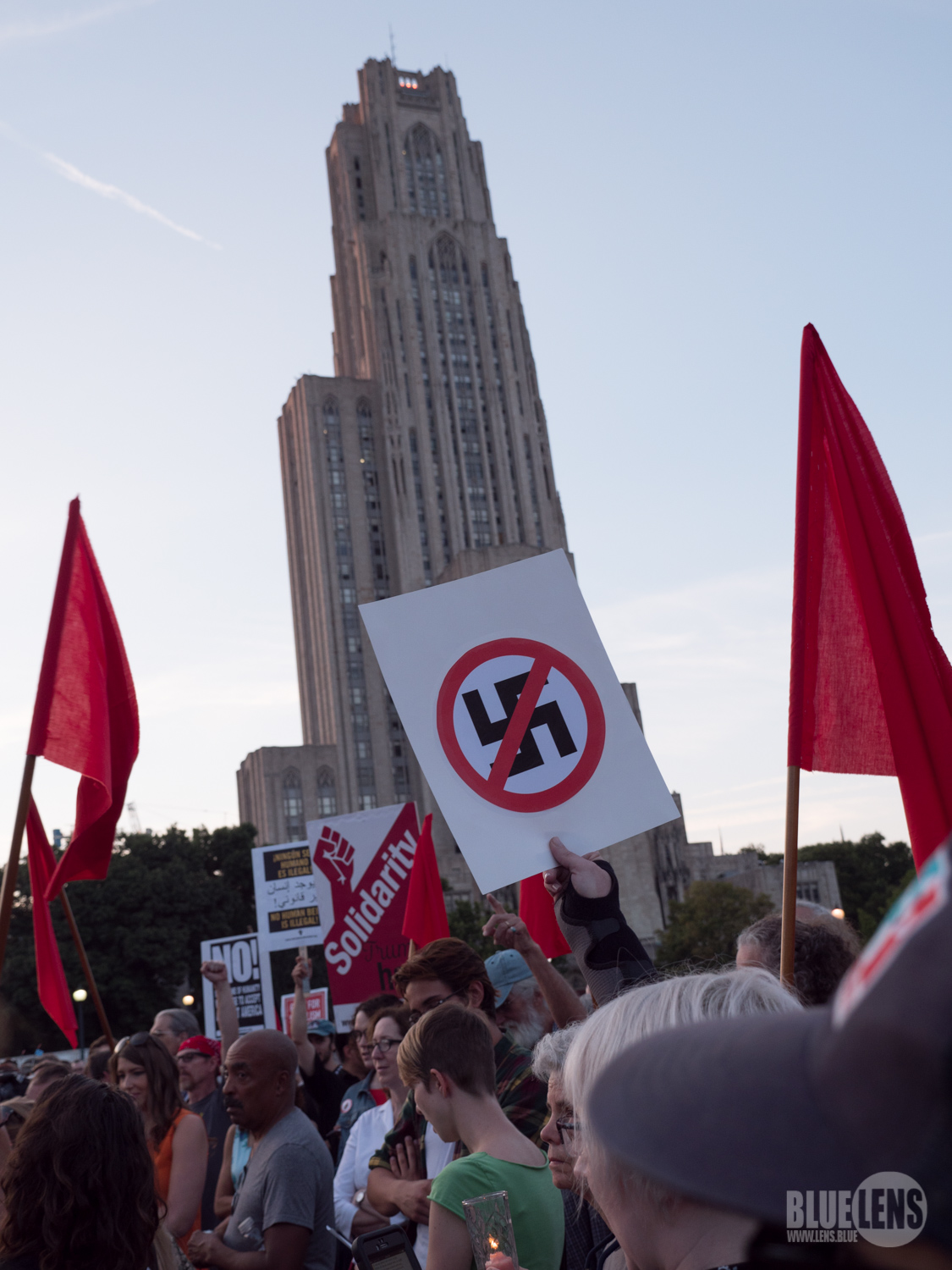
Veillée aux chandelles et protestation qui s’est tenue à Pittsburgh, le 13 août 2017.

Le président américain Donald Trump s'exprime en trois temps sur les évènements. Dans l'heure suivant l'attaque à la voiture-bélier, il condamne en premier lieu les violences dans leur ensemble : (« Nous condamnons dans les termes les plus forts ces démonstrations flagrantes de haine, de sectarisme et de violence de tous les côtés, de nombreux côtés »). Cette déclaration est vivement critiquée pour sa tiédeur, et surtout pour mettre au même niveau les militants de la droite raciste américaine (dont le chauffeur meurtrier) et les contre-manifestants. Deux jours plus tard, le 14 août, Donald Trump cible nommément le Ku Klux Klan, ce qui semble lui permettre de contenir les critiques. Mais dès le lendemain, lors d’une conférence de presse organisée à New York au sujet d'un plan de reconstruction des infrastructures américaines, il revient une nouvelle fois sur les manifestations, affirmant : « À Charlottesville, il n’y avait pas seulement des néonazis, mais aussi des gens biens venus protester contre l'enlèvement de la statue de Robert E. Lee. » Ces nouvelles déclarations sont saluées par plusieurs personnalités de la droite radicale et de l'extrême droite, comme Richard Spencer, dirigeant du think tank National Policy Institute (en) destiné à la promotion du suprémacisme blanc, qui estime la déclaration de Donald Trump « juste et réelle », et que le rassemblement aurait pu être « calme » « si la police avait fait son travail ». De même, la polémiste ultraconservatrice Ann Coulter ajoute que « Donald Trump est la première personne en trois jours que j'entends dire la vérité à la télévision », alors que l'ancien leader du Ku Klux Klan David Duke remercie le président américain de « condamner les terroristes de gauche Antifa et BLM ».
Le 14 août 2017, le conseiller économique de Donald Trump Kenneth Frazier démissionne de son poste pour protester contre les déclarations du président, et déclare sur Twitter : « Les dirigeants américains doivent honorer nos valeurs fondamentales en rejetant clairement les manifestations de haine, de sectarisme et toute revendication de suprématie qui nient l'idéal américain voulant que tous les hommes aient été créés égaux ». Il est imité par Kevin Plank, PDG et fondateur de l’équipementier sportif Under Armour et par Brian Krzanich, PDG du géant des puces informatiques Intel. Ce sont ensuite le président du syndicat AFL-CIO Richard Trumka et sa secrétaire générale adjointe Thea Lee qui démissionnent du Manufacturing Council, comité consultatif conseillant le gouvernement en matière de politique industrielle, qui accusent Donald Trump de « tolérer le sectarisme et le terrorisme intérieur ». Donald Trump dissout aussitôt les comités Manufacturing Jobs Initiative et le Strategy & Policy Forum, devenus moribonds alors que d'autres départs se formalisaient. Après une première vague de démissions après l'annonce du retrait américain de l'Accord de Paris sur le climat, notamment des dirigeants de Disney et de Tesla, les suites du meurtre de Charlottesville montrent un isolement grandissant du président américain, notamment parmi le monde des affaires.
Alors que leur expression publique est rare, les anciens présidents George H. W. Bush et son fils George W. Bush publient un communiqué commun condamnant les propos du 45e président : « L’Amérique doit toujours rejeter le racisme, l’antisémitisme et la haine sous toutes ses formes ». Les leaders démocrates comme l'ancien candidat à la primaire Bernie Sanders, mais aussi plusieurs figures du Parti républicain dont les sénateurs Orrin Hatch, Marco Rubio, Jerry Moran, Lindsey Graham et John McCain et le gouverneur de l'Ohio John Kasich expriment publiquement leur désapprobation.
Lors des MTV Video Music Awards un prix du « meilleur combat politique » est décerné à Susan Bro, la mère d’Heather Heyer, victime de la manifestation du 12 août. Il lui est remis par le révérend Robert Wright Lee IV, un descendant du général sudiste Robert E. Lee, qui appelle à combattre le racisme. Des personnalités prennent position comme le basketteur LeBron James qui affirme : « La seule façon de nous améliorer en tant que société et en tant qu’individu est l’amour. C’est notre seule façon de pouvoir conquérir quelque chose ensemble » et critique l'attitude de Donald Trump : « Ce n’est pas l’affaire de ce soi-disant président des États-Unis, ou qui que ce soit, c’est nous [qui devons agir]. » Très engagées, les joueuses de la WNBA, qui avaient déjà défié la traditionnelle neutralité des ligues sur les enjeux politiques après les violences policières de l'été 2016, s'engagent de nouveau. Symboliquement, les joueuses des deux équipes se tiennent par la main au lieu de se faire face pendant l'hymne américain et durant la minute de silence qui s'ensuit. La présidente de la ligue Lisa Borders apporte son soutien aux joueuses.

### Suppression de contenus et résiliations de comptes sur Internet
Pour un article plus général, voir Censure de l'Internet#Principaux opérateurs de services Web.
À la suite des évènements de Charlottesville, de nombreux opérateurs de services Web tels que Airbnb, OkCupid, Twitter, Google et Facebook font usage des mesures de suppression des contenus haineux et extrémistes pour refuser l'accès à leurs services pour ce motif à des individus, des groupes d’individus et des entreprises,.
C'est ainsi que le militant suprémaciste américain Christopher Cantwell, après être apparu dans un reportage de Vice sur la manifestation de Charlottesville où il déclare : « je porte un pistolet, je vais tout le temps à la gym, j'essaie de me rendre capable de plus de violence », voit ses comptes résiliés par Facebook et Instagram le 16 août 2017, en raison de ses déclarations en lien avec la manifestation, telles que « ce n'est pas nous qui avons commencé la bagarre, mais on butera ces gens s'il le faut ». Le lendemain, il est banni du service des rencontres OkCupid et Tinder. Se sachant par ailleurs recherché par la police, il se rendra peu après et sera inculpé puis mis en détention.
Mi-août, le site néonazi The Daily Stormer est désactivé après la parution d'un article humiliant Heather Heyer, avant que ses comptes Facebook et Twitter ne le soient aussi. Le 25 août, le forum de discussion raciste et antisémite Stormfront, créé en 1995 et qui comptait 300 000 utilisateurs est désactivé par son hébergeur. Le site était accusé d'inciter à la haine et au passage à l'acte (dont le norvégien Anders Behring Breivik).
En l'absence de loi pénalisant les propos haineux en vertu du premier amendement de la Constitution des États-Unis, ces désactivations de comptes résultent de la pression populaire sur les hébergeurs et autres entreprises de communication. Ce phénomène inquiète l'organisation progressiste Electronic Frontier Foundation (EFF) qui s'inquiète de menaces ultérieures contre la liberté d'expression : « Tous les gens de bonne foi doivent se dresser contre la violence et les agressions haineuses qui semblent croître dans notre pays. Mais nous devons également reconnaître que sur Internet, une tactique utilisée pour réduire au silence des néonazis sera bientôt utilisée contre d’autres, y compris contre des gens dont nous partageons les opinions ». Ces mesures de blocage sont également dénoncées par des journalistes conservateurs comme l’éditorialiste de la Fox Tucker Carlson qui a proposé que les autorités publiques s'assurent que Google n’entrave plus la « libre circulation de l'information ».
L'autocongratulation de Jason Kessler d'avoir eu son compte Twitter certifié authentique en novembre 2017 (« ENFIN été certifié par Twitter (...) Je dois être le seul défenseur des travailleurs blancs à avoir cette distinction ») — bien que Richard B. Spencer eut droit auparavant à cette marque — crée une polémique alors que l'entreprise avait peu avant annoncé un « renforcement de la lutte contre la haine et ses symboles ». Si le réseau social souligne qu'« un badge certifié n’implique en aucun cas une recommandation de la part de Twitter », l'entreprise suspend temporairement cette fonctionnalité le 9 novembre le temps de réexamine ses paramétrages.

### Mise en cause des autorités de Charlottesville
Le 26 octobre 2017, un rapport préparatoire reprochant aux responsables municipaux de Charlottesville les troubles du 12 août est présenté à un groupe de travail du gouverneur de Virginie. Selon ce document, les autorités de la ville n'auraient pas suivi les recommandations faites par l'État avant la manifestation organisée par le suprémaciste blanc Jason Kessler. D'autre part, le rapport estime que la ville avait un processus inapproprié pour les autorisations de manifestation. La municipalité a été poursuivie en justice pour avoir tenté d'apporter des modifications à l'autorisation de Kessler quelques jours seulement avant la manifestation. Selon le secrétaire de la Virginie Brian Moran « Je pense que tout le monde doit réaliser que c'est un événement sans précédent : le premier de la sorte avec ce nombre de suprémacistes blancs et de nazis descendant dans la ville de Charlottesville ». Le directeur des chefs de la police internationale Jim W. Baker déclare que « nous voyons une nouvelle ère de protestations qui comprennent des armes, des boucliers et un désir de faire du mal » et que les dirigeants de Charlottesville le savaient avant les événements.
Le 1er décembre 2017, le rapport final est rendu par le cabinet d'avocat de Tim Heaphy (en), ancien procureur des États-Unis pour le district occidental de la Virginie. Il pointe les défaillances suivantes :
- le département de police de Charlottesville n'a ni préparé, ni informé les policiers avant la manifestation ;
- il y a eu un manque de coordination avec la police d'état de Virginie ;
- la ville a tardé à demander l'assistance du département des situations d'urgence ; il a fallu 40 minutes pour répondre à la demande de déclaration de manifestation illégale ;
- la tentative de transfert vers un parc plus grand a été faite trop tard, exacerbant l'affaire et ajoutant de l'incertitude ;
- les dirigeants de la ville ont envoyé des messages contradictoires, certains appelant à rester chez soi, d'autres à faire face aux groupes d'extrême droite ;
- des citoyens ont rapporté l'inactivité de la police en réponse à des actes de violence ;
- des zones où l'on présumait que la violence pouvait éclater n'était pas occupées par la police[94].

Le 18 décembre, Al Thomas, prend sa retraite de chef de la police de Charlottesville avec effet immédiat.
Le 2 janvier 2018, le conseil de Charlottesville élit en son sein Nikuyah Walker maire en remplacement de Mike Signer et Heather Hill maire adjoint en remplacement de Wes Bellamy. Nikuyah Walker est la première femme afro-américaine maire de Charlottesville après avoir été le premier candidat indépendant élu membre du conseil depuis 1948.

### Conséquences politiques en Virginie
Les statues des généraux sudistes deviennent un enjeu majeur pour l'élection au poste de gouverneur de Virginie de novembre 2017.
Le candidat républicain Ed Gillespie soutient que les monuments doivent rester où ils se trouvent, alors que le candidat démocrate Ralph Northam appelle à leur retrait. Selon un sondage de septembre 2017, 35 % des Virginiens sont pour le retrait des statues et 52 % y sont opposés ; 59 % des électeurs démocrates sont pour leur retrait, ainsi que 16 % des électeurs républicains. Un autre sondage effectué après la manifestation donne des résultats similaires, ajoutant que pour 68 % des électeurs républicains, les contre-manifestants sont autant responsables des violences de la manifestation que les manifestants nationalistes blancs.

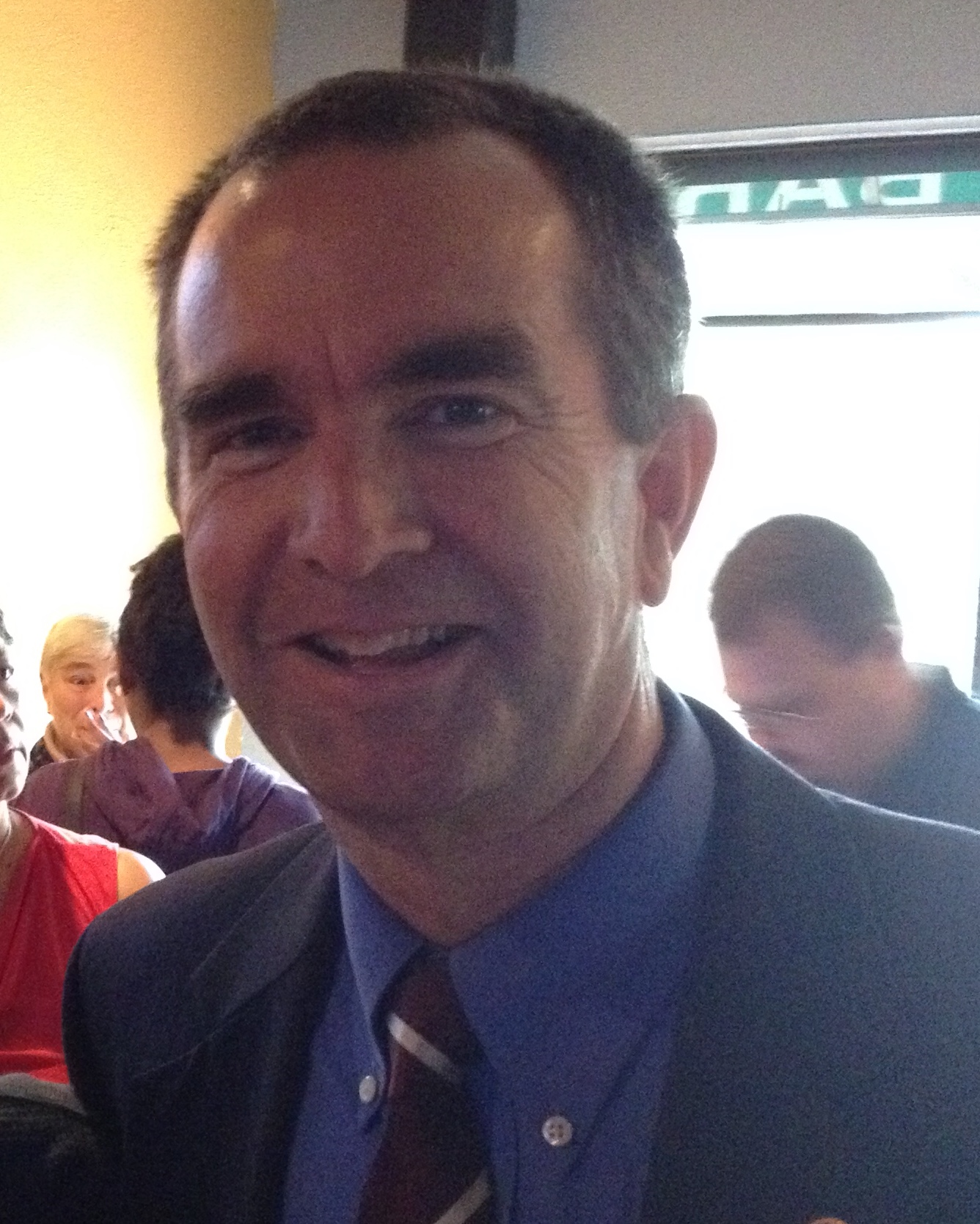
Le candidat démocrate Ralph Northam est élu gouverneur de la Virginie.

Les événements de Charlottesville sont en toile de fond de la campagne électorale de novembre 2017. Le 8 octobre, un défilé d'une cinquantaine de suprémacistes porteurs de torches à Emancipation Park dont Richard B. Spencer, est aussitôt dénoncé par le candidat démocrate. Il se rend à Charlottesville et y déclare : « Nous devons nous assurer qu'ils ne soient pas les bienvenus ici en Virginie et que nous n'aurons aucune indulgence pour la haine et l'intolérance ». De son côté, le candidat républicain estime dans un communiqué que « le défilé aux torches d'hier soir était une manifestation à but publicitaire répugnante par des suprémacistes blancs dont l'esprit dérangé illustre la présence du mal dans notre monde ». Le 8 novembre, le candidat démocrate Ralph Northam l'emporte avec 53,9 % des voix, de même que Phil Murphy dans le New Jersey, à l'issue d'un scrutin considéré comme un test national avant les élections de mi-mandat de novembre 2018. Northam a tenu un discours plus social que son prédécesseur, les questions d'accès à la santé ayant été la première préoccupation des électeurs démocrates. Autrefois plus modéré, Ed Gillespie a lui basé sa campagne sur la dénonciation de l'immigration, accusée de favoriser la criminalité et les questions « raciales », s'engageant à défendre les monuments confédérés, ce qui lui a valu d'être complimenté par l'éditorialiste d'extrême droite Stephen Bannon. Donald Trump s'est quant à lui irrité de cette défaite, estimant le discours de Gillespie trop modéré : « il n’a pas assumé ce que je suis et ce que je défends ». Le démocrate afro-américain Justin Fairfax est élu lieutenant-gouverneur et le procureur général démocrate Mark R. Herring réélu. Les Démocrates connaissent également une forte progression à chambre des délégués de Virginie, selon des résultats restant à officialiser le 24 novembre, avec quelques succès symboliques comme celle de l'élue transgenre — première élue nationale américaine à revendiquer cette qualité — Danica Roem qui a battu un sortant républicain plusieurs fois réélu antérieurement.
Dans le New York Times du 4 décembre 2017, l'essayiste et journaliste américain Thomas Chatterton Williams souligne l'influence la thèse du « grand remplacement », théorisée par l'écrivain français d'extrême-droite Renaud Camus, comme nouvelle force fédératrice de l'extrême-droite américaine. Cette théorie se traduit dans les slogans brandis ou proférés lors des manifestations de Charlottesville (« vous ne nous remplacerez pas » et « les juifs ne nous remplaceront pas ») pour dépasser l'audience restée limitée de concepts tel le « génocide des Blancs » : cette reformulation sous-entend plus subtilement qu'une société multiculturelle serait anti-Blancs. Au-delà de Camus, l'extrême-droite américaine contemporaine s'alimente en idées racistes et antisémites dans les essais d'Alain de Benoist et Guillaume Faye. Le rejet des musulmans — en Europe ou via le Muslim ban aux États-Unis — entre en résonance avec celui des Noirs aux États-Unis, alors même que le Parti républicain se convertit au rejet de l'immigration sous l'influence de Donald Trump.
Le 13 juin 2018, Corey Stewart (en), qui a soutenu par le passé Jason Kessler, emporte la primaire du parti républicain pour le poste de sénateur de Virginie.

## Manifestation anniversaire «Unite the right 2»
Restant opposé au renommage du Lee Park en Emancipation Park, Jason Kessler effectue le 27 novembre 2017 une demande pour organiser une manifestation anniversaire les 11 et 12 août 2018 contre ce qu'il nomme « les violations des droits civiques par le Gouvernement et [son] échec à suivre les plans de sécurité pour les dissidents politiques ». Il essuie un refus le 13 décembre 2017. Le 7 mars 2018, il poursuit la ville qui lui aurait, par ce refus, dénié les droits définis dans le 1er et le 14e amendements. Jason Kessler envisage ensuite un plan B, qui consisterait à se rendre sur le parc Lafayette devant la Maison-Blanche. Le 21 juin 2018, le service des parcs nationaux approuve une demande de permis pour un événement les 11 et 12 août 2018 qui est décrit comme un « rassemblement pour les droits civiques des Blancs » de quatre cents personnes. Le 24 juillet 2018, Jason Kessler retire sa demande d'autorisation pour qu'une manifestation anniversaire se tienne à Charlottesville. Le 2 août 2018, il renonce à poursuivre la ville.
Des groupes radicaux, incluant des anarchistes, antifas et Black Lives Matter prévoient une contre-manifestation le 12 août 2018 de midi à 15 h sur la Freedom Plaza. Ils doivent être présents pour s'opposer à la manifestation White Civil Rights Rally qui doit commencer à 17 h 30 dans le parc Lafayette après une parade devant la Maison-Blanche à 17 h.
Les permis de manifester sont accordés le 9 août 2018 à Jason Kessler et à la coalition A.N.S.W.E.R. (en). Ils attendent respectivement 400 et 2 000 manifestants, mais le 12 août 2018 une forte présence de contre-manifestants semble avoir dissuadé des suprémacistes blancs de venir manifester à Washington car Jason Kessler n'est arrivé escorté de la police qu'avec une vingtaine de sympathisants. Les manifestants d'extrême-droite sont transportés dans un wagon sécurisé du métro de la station Vienna (en) en grande banlieue vers la station Foggy Bottom (en) débouchant sur la première rue à Washington. De là, ils marchent vers le square Lafayette, fortement escortés par des policiers à pied. Seuls vingt à trente manifestants accompagnent Jason Kessler. Certains se drapent dans la bannière étoilée. Certains se cachent le visage pour ne pas être reconnus. Plusieurs ne sont pas des Blancs. Après les discours, à 17 h, un orage éclate. Les manifestants sont évacués dans un van et déposés à la station Rosslyn (en) de laquelle il rejoignent la station Vienna, où des policiers les escortent jusqu'à leurs voitures. La police ne procède qu'à une seule arrestation, celle d'un homme ayant frappé un autre homme qui portait une casquette pro Trump. La plupart des contre-manifestants quittent la manifestation après le départ de Kessler. Des antifas provoquent néanmoins des escarmouches avec les policiers à qui ils reprochent d'avoir protégé Kessler.

## Évocation cinématographique
La manifestation est évoquée dans le film de Spike Lee, BlacKkKlansman : J'ai infiltré le Ku Klux Klan, sorti en 2018. La fin du long métrage présente des images de la manifestation, de la voiture conduite par James Alex Fields fonçant de la foule (avec l'accord de la mère d'Heather Heyer, Susan Bro), la réaction du président américain Donald Trump et enfin du lieu de la mort d'Heather Heyer.